# Josip Vrlić
Josip Vrlić (Rijeka, 25 de abril de 1986) é um jogador de polo aquático croata, que também já competiu pelo Brasil.

## Carreira
Vrlić integrou a equipe brasileira que competiu nos Jogos Olímpicos de 2016 e terminou na oitava colocação. Após as Olimpíadas voltou a representar seu país de origem, a Croácia, e conquistou as medalhas de bronze no Campeonato Europeu de 2018 e no Mundial de 2019
Nos Jogos Olímpicos de Verão de 2024, em Paris, conquistou a medalha de prata no torneio masculino do polo aquático, após confronto na final contra a equipe sérvia.